# Hippodameia

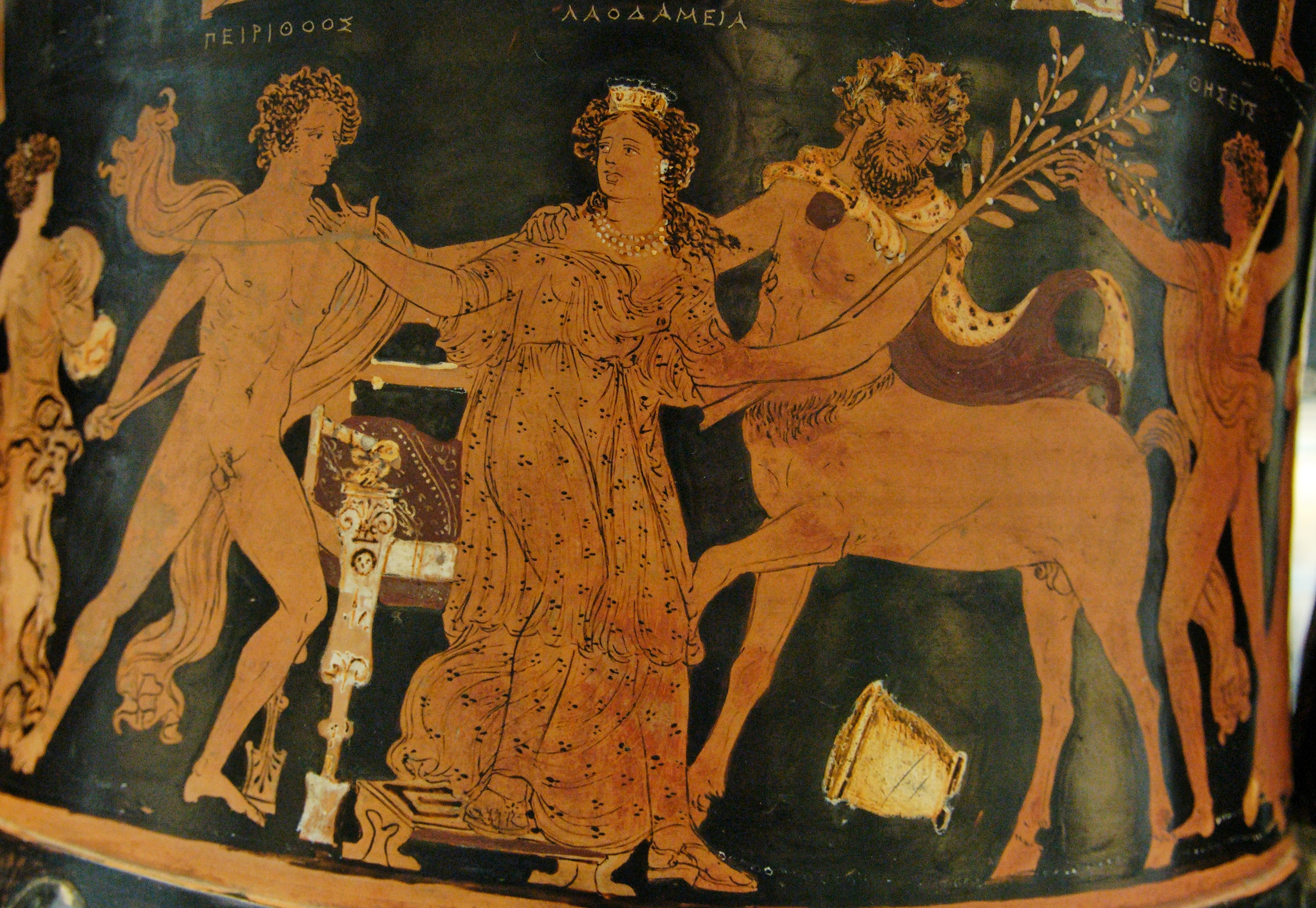
En kentaur försöker föra bort Hippodameia, medan Perithoos och Theseus kämpar emot. Detalj från en apulisk rödfigurig kalyx-krater, cirka 350-340 f.Kr. Från Anzi.

Hippodameia var i grekisk mytologi dotter till kungen i Elis.
Hippodameia blev uppvaktad av Pelops som bara kunde vinna hennes hand om han vann ett kapplopp med häst och vagn.